# Teerkranzeisen
Das Teerkranzeisen ist in der Heraldik eine gemeine Figur und im Wappen sehr selten.
Dargestellt wird eine räumliche Wappenfigur, die einem langstieligen Weinglas mit Metallfuß und einem offenen Metallkorb gleicht. Bei der Tingierung ist Schwarz bevorzugt. Am Teerkranzeisen wird der Teerkranz befestigt, der brennend für religiöse Handlungen und als Waffe benutzt wurde.
Bekannt ist die Wappenfigur aus dem Wappen der Geschlechter Dreer und Winkelhausen. Das Wappen zeigt in Silber schrägrechts ein schwarzes Teerkranzeisen und wiederholt sich im Oberwappen.

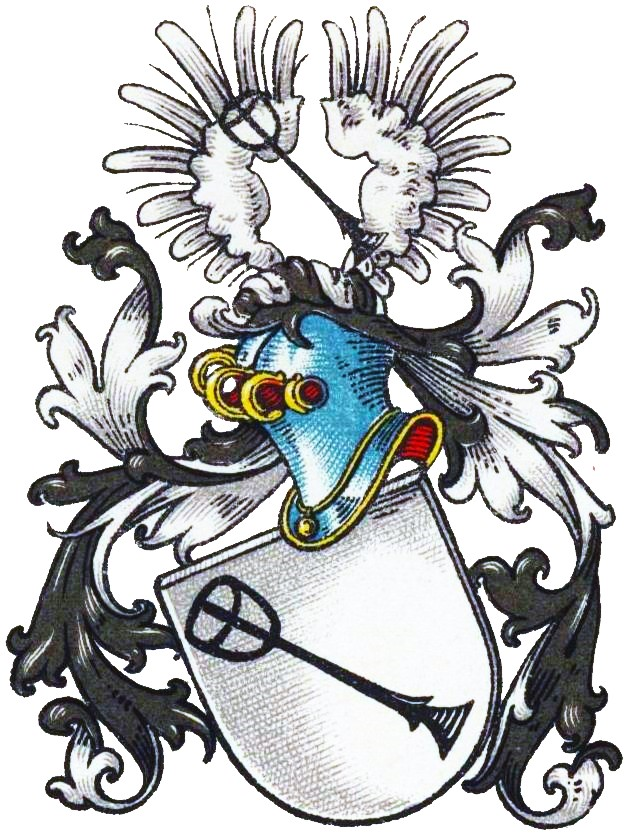
Wappen derer von Dreer (Langentreer) im Wappenbuch des Westfälischen Adels
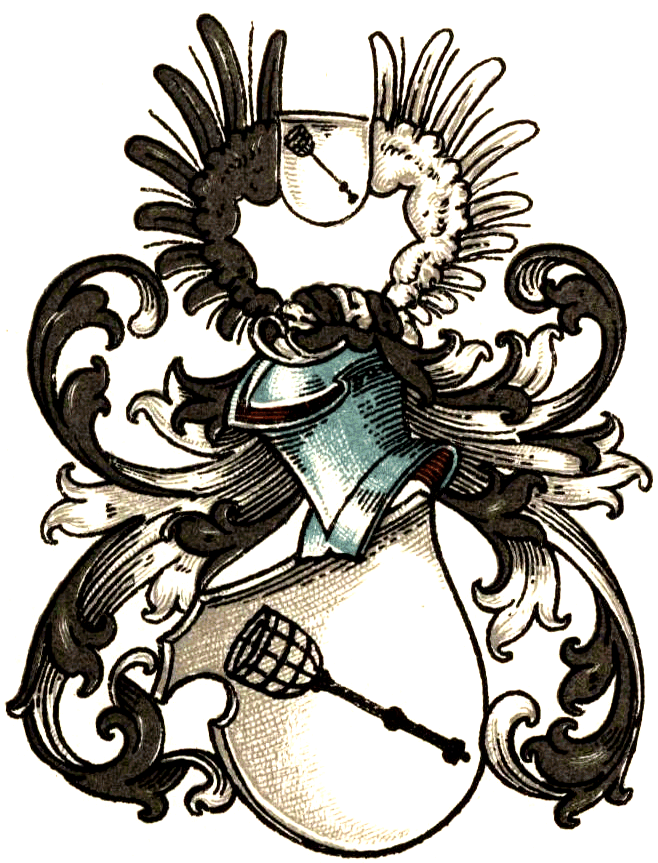
Wappen derer von Winkelhausen im Wappenbuch des Westfälischen Adels